# Fundació Europea per a la Gestió de la Qualitat

Esquema del model EFQM

La Fundació Europea per a la Gestió de la Qualitat o EFQM (de l'anglès, European Foundation for Quality Management) és una organització sense ànim de lucre, privada i fundada a la Unió Europea l'any 1988 i localitzada físicament a Bèlgica. La importància de la fundació recau en el model d'excel·lència que proposen, que està consensuat entre les empreses i entitats de tota mena que voluntariàment s'hi adscriuen i, d'una banda, es comprometen a seguir una gestió i control de la qualitat determinada, mentre que d'altra també contribueixen aportant els seus nous coneixements per tal que també els puguin aplicar els altres.
El Model d'Excel·lència de l'EFQM, encara que no sigui obligatori ni normatiu, és el més utilitzat a Europa. Serveix per a l'autoavaluació i control de la pròpia qualitat a les entitats i dels seus productes i serveis però també, el fet de seguir-lo i de comprometre-s'hi públicament, de bona imatge per a les que treballen amb ella i en especial dels clients potencials. A més, és la base d'on s'extreuen els criteris avaluadors per la majoria de premis de qualitat nacionals i regionals dintre d'Europa.
L'EFQM atorga cada any el Premi Europeu a la Qualitat, utilitzant com a criteri de decisió el model de qualitat total establert per la mateixa EFQM.

## Origen
Abans de la EFQM ja existia una fundació similar al Japó, que concedeix el Premi Deming, i als Estats Units, anomenada Malcolm Baldridge. La Comissió Europea va veure la utilitat de crear alguna mena d'entitat similar, que vetllés per la qualitat, però dintre del marc europeu i adaptat a la cultura i les directives de la Unió Europea. Així, el 1988 va donar suport a les catorze majors empreses amb seu a Europa, amb els presidents de les quals havia tingut ja diverses negociacions, en la fundació de la Fundació Europea per a la Gestió de la Qualitat. Més tard s'han anat afegint altres entitats i actualment n'hi ha més de sis-centes, que inclouen multinacionals, empreses nacionals, petites i mitjanes empreses, universitats, instituts d'investigació, hospitals públics, etc. L'any 1991 va treure el Model d'Excel·lència EFQM. L'any 1992 van entregar per primer cop el Premi Europeu de la Qualitat basat en aquest model.

## Organització
Cada Estat pertanyent a la Unió Europea té assignada una organització associada nacional, no lucrativa.